# Kaltenholzhausen
Kaltenholzhausen är en kommun och ort i Rhein-Lahn-Kreis i förbundslandet Rheinland-Pfalz i Tyskland.
Kommunen ingår i kommunalförbundet Verbandsgemeinde Aar-Einrich tillsammans med ytterligare 30 kommuner.